# Éliszi vázafestészet

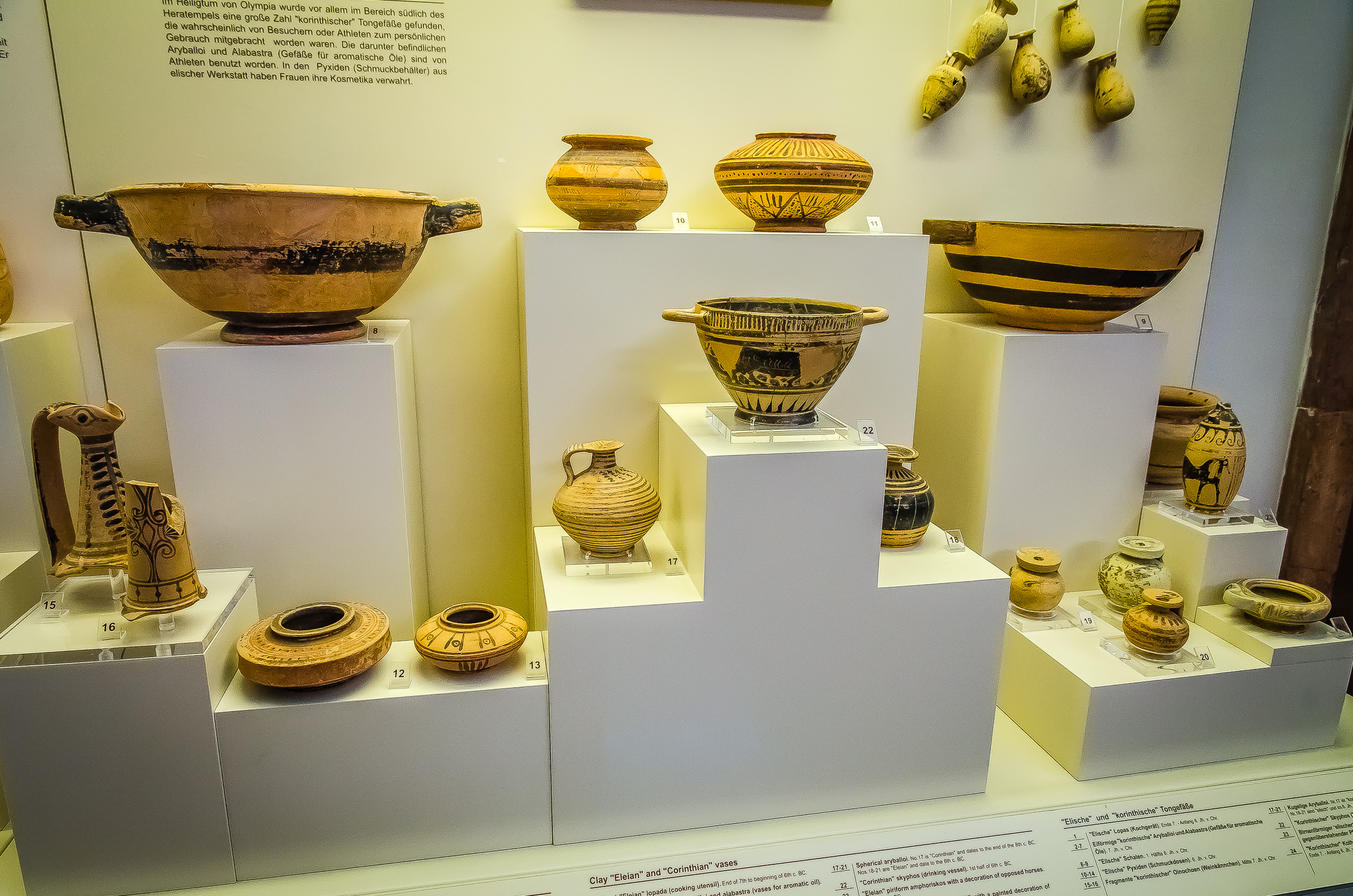
Éliszi és korinthoszi vázák Olümpia régészeti múzeumában

Az éliszi vázafestészet az ókori görög vázafestészet  egyik helyi változata volt. Az éliszi gyártású fekete- és vörösalakos díszítésű edények legfontosabb lelőlhelyei Olümpia, Élisz és (az éliszi) Pülosz.
Helyi gyártású késő geometrikus edényeknek eddig csak kevés nyomát találták. Az i. e. 7. és 6. században főleg szubgeometrikus díszítőelemeket vagy sávokat használtak, ezen kívül sötét háttéren nagyméretű virágmotívumokat hozzáadott fehér festékkel. Az i. e. 7. századi edényeken lakóniai eredetű stíluselemek láthatók, különösen a vonalas díszítésű példányokon, míg a feltételezések szerint az egyes sötét hátterű oszlop-kratérek előképei korinthosziak lehettek.
Ebből a századból csak kevés, töredékes figurális ábrázolás ismert. Főleg vadállatokat, vadászatot és lovasokat jelenítettek meg, a figurákat körvonalrajzként ábrázolták, időnként a belső részeket fehérrel töltötték ki vagy egy vékonyabb réteggel érzékeltették. Esetenként vegyesen alkalmazták a körvonal és sziluett-technikát. A körvonalrajzokon a részletek kiemeléséhez hozzáadott színeket (fehéret és pirosat) alkalmaztak és minimális mértékben már a bekarcolásos technika is megjelenik. Az i. e. 7. század jellegzetes edénytípusai az i. e. 6. században is gyártott magas, „zsiráf" nyakú oinokhoék, valamint a tálak, a tányérok és a kehely-kratérok.

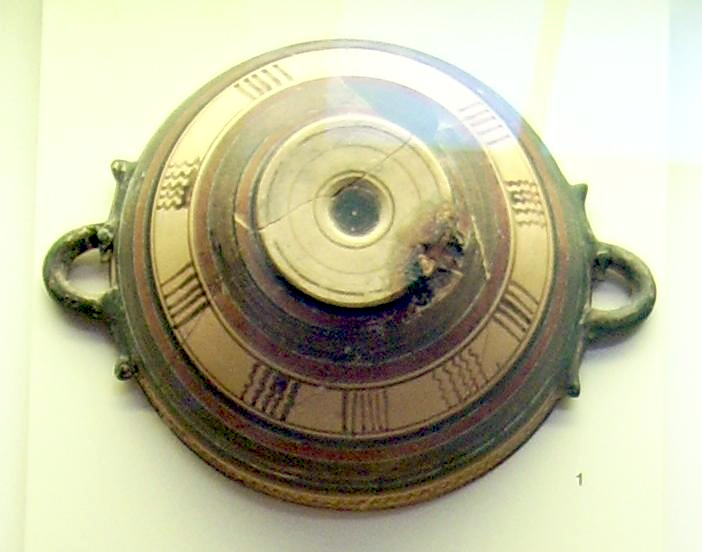
Éliszi kerámia, i. e. 7. század vége - i. e. 6. század eleje

Az i. e. 6. században a feketealakos technika i. e. 575 körüli megjelenésével erősödött a lakóniai hatás. A legnépszerűbb motívum az állatfríz volt, de a század végéről néhány, általában csak töredékesen megmaradt bonyolultabb jelenet is ismert. Az i. e. 5. század első felében csak nagyon kevés feketealakos kerámia, szinte csak tányér készült. Ezek a késői termékek attikai mintákat követnek. Főleg emberalakokat ábrázolnak és előkerült egy mitológiai témájú kép is.  A vörösalakos festésmód elterjedése után egy az i. e. 4. század első negyedére datálható feketealakos halas tál a technika szórványos újjáéledésére utal. 
Az éliszi vázafestészet i. e. 430 körül indult újra fejlődésnek, amikor meghonosították a vörösalakos technikát. Kezdetben ebben is erős attikai hatás érvényesült. A legelterjedtebb forma, a kratér mellett hüdriákat, pelikéket és jóval kisebb mennyiségben ivóedényeket gyártottak. Csak kevés edényre festettek azonosítható mitológiai jelenetet vagy istenalakot, közülük leggyakoribb Dionüszosz ábrázolása szatírokkal és menádokkal. Ez a jelenettípus főleg az i. e. 4. század elején volt népszerű amikor az éliszi vázafestészet szorosabbra fűzte kapcsolatait apuliai műhelyekkel. Az is elképzelhető, hogy néhány éliszi vázafestő Dél-Itáliából származott.
Élisz szomszédos, valamint az Adriai- és Jón-tenger határterületeiről előkerült i. e. 4. századi vörösalakos léküthoszok (és néhány nagyobb edény) szoros apuliai kapcsolatokra utalnak.  Ezeket főleg nőalakokkal, szárnyas Nikével és menádokkal díszítették, és nem egyértelműen köthetők az éliszi régióhoz. Lehetséges, hogy északnyugat Görögországban vagy még északabbra, az Adriai-tenger keleti partvidékén készültek. A helyi készítésű festett kerámiák gyártását egy sor kis palmettákkal díszített léküthosz elkészítése után i. e. 360 körül szüntették be.